# Dubbelbeckasin
Ej att förväxla med enkelbeckasin, som heter ”dobbeltbekkasin” på danska.
Dubbelbeckasin (Gallinago media) är en vadare inom familjen snäppor. Den är en flyttfågel som häckar i Eurasiens barrskogszon från Norge och österut till Jenisej i Ryssland och övervintrar i Afrika. Den brunspräckliga dubbelbeckasinen påminner om enkelbeckasinen men är något större, betydligt tyngre och har kortare näbb. Dräktmässigt skiljs de främst på att dubbelbeckasinen har tvärvattrad buk istället för vit och tydliga vita stjärtkanter. 
Vid häckningstid samlas hanarna på traditionella lekar för att spela och försvarar där sin tuva gentemot andra hanar. Under leken intar den en speciell kroppsställning och ger ifrån sig sitt spelläte. De som vinner får para sig med ett flertal honor. Honan lägger sedan 3–4 ägg och tar ensam hand om ungarna. 
Beståndet har sedan mitten av 1800-talet minskat kraftigt, speciellt i Nordeuropa, förmodligen främst på grund av utdikning av häckningsplatser och jakt under häckningssäsong. Den är idag fredad över hela sitt utbredningsområde förutom Ryssland, Belarus och Ukraina och IUCN kategoriserar den som nära hotad.

## Utseende och läte

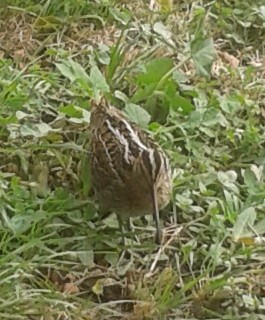
Dubbelbeckasinen, väl kamouflerad i sin rätta miljö.

Dubbelbeckasinen är 26–30 cm lång, har en vingbredd på 43–50 cm och en vikt på 150–260 gram. Dubbelbeckasinen har en brunspräcklig fjäderdräkt med en ljusare tvärvattrad undersida vilket skiljer den från enkelbeckasinen som har vit ovattrad buk. 
Dubbelbeckasinen är något större och kraftigare byggd enkelbeckasinen med kraftigare, kortare näbb. På grund av vita spetsar på arm- och handtäckare bildas dubbla vita vingband och den har vita yttre stjärtpennor som i flykten ger den tydligt vit trekantiga stjärtsidor. Från näbbrot till öga går ett mörkare streck. Honan och hanen har i princip samma utseende, honorna är dock i genomsnitt något större. Juvenilerna liknar de adulta fåglarna, men skiljer sig från dessa genom mindre vitt på stjärtpartiet och diffusare vingband.
Spellätet som hörs i skymningen brukar liknas vid ljudet av studsande pingpongbollar som sedan går över i småfågelliknande kvitter. Lätet kan höras upp till 200 meter.

## Utbredning
Dubbelbeckasinen är en flyttfågel som häckar i Eurasiens barrskogszon från Norge österut till Jenisej i Ryssland. I Skandinavien häckar den endast i fjällkedjan, men i Polen, Baltikum, Ukraina, Vitryssland och Ryssland finns fortfarande häckande dubbelbeckasiner på låglandslokaler. I Centraleuropa häckar den endast i enstaka fall. Den övervintrar i Afrika i Liberia, Ghana, Nigeria, Etiopien, Gabon, Angola, Zambia, Malawi, Namibia, Zimbabwe och Sydafrika.

### I Norden
Från att ha varit en allmän häckfågel i Skandinavien och Sverige, med bland annat stora mängder individer på spelplatser i Uppland i mitten av 1800-talet, häckar dubbelbeckasinen nu enbart i fjällkedjan, och ingenstans i Skandinavien är den vanlig. Den finns främst i Lappland, Jämtland, Tröndelag och Härjedalen Svenska sydgränsen för permanenta spelplatser går i Härjedalen och den norska vid Hardangervidda.

## Ekologi

### Biotop
Dubbelbeckasinen häckar på fuktiga myrar, i floddalar och på kala fläckar i barrskog, i fjällen och på låglandet. Dess lekplatser återfinns nästan alltid på så kallade översilningsmyrar, vilket är sluttande våtmarker där det ständigt tillförs nytt vatten från högre terräng. Dessa lekplatser ligger i anslutning till trädgränsen. Vegetationen runt lekplatsen består ofta av videbuskar, starrtuvor och enstaka dvärgbjörkar.
Eftersom dubbelbeckasinens diet till stor utsträckning består av daggmask återfinns lekplatserna där jordmånen är optimal för daggmask. Detta innebär att jorden ska vara lagom porös, fuktig och ha basiskt pH. Detta resulterar i att lekplatserna ofta återfinns där berget består av basiskt material som kalk.

### Häckning

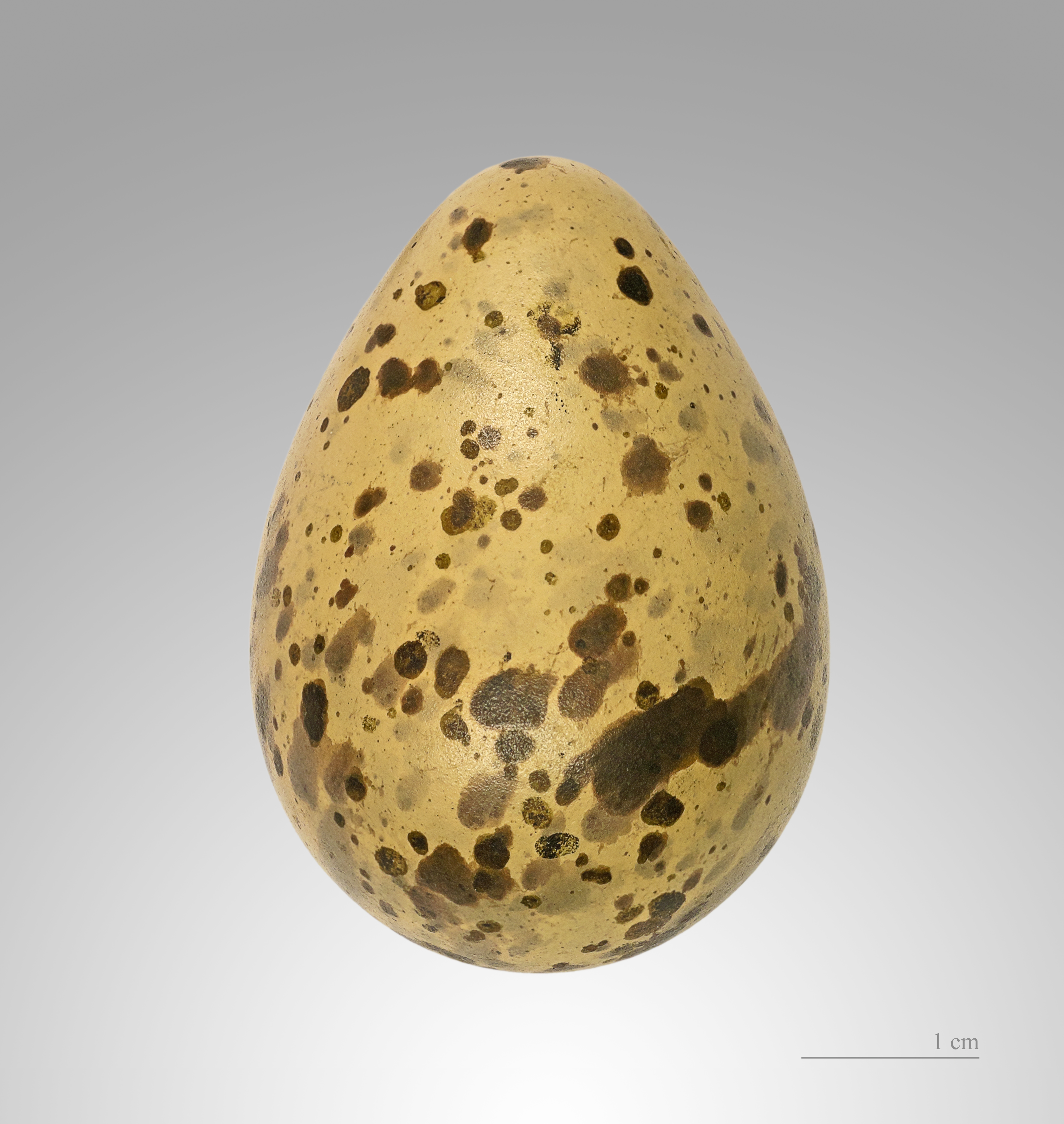
Ägg av dubbelbeckasin.

Dubbelbeckasinen har så kallat lekbeteende vilket yttrar sig i ett parningsspel som utspelar sig på traditionella arenor där hanarna samlas för att spela och dit honorna bara kommer för att para sig. Spelet sker i skymningen och på natten, då upp till 35 hanar försvarar sina tuvor på ett område på ungefär 100 kvadratmeter. Under leken intar den en högrest kroppsställning med uppburrat bröst, uppstickande stjärt och ger ifrån sig sitt speciella spelläte. Utgången av detta spel är att vissa hanar får para sig med flera honor medan andra hanar inte får para sig alls. Spellätena från en lek hörs endast några hundra meter vid bra förhållanden och vid hög aktivitet. Boet byggs av honan och placeras i våtmarkshabitat och utgörs av en grund fördjupning som fodras med lite mossa eller gräs och som oftast skyddas av tät vegetation. Hon lägger tre till fyra ägg som ruvas i 22–24 dagar. Honan tar sedan hand om ungarna som förmodligen blir flygga efter 21–28 dagar.

### Föda
Dubbelbeckasinen livnär sig främst av daggmask men även insekter, och i liten utsträckning växter, som den pickar ur mjuk dy.

## Dubbelbeckasinen och människan

### Status och hot
I mitten av 1800-talet var dubbelbeckasinen fortfarande en vanlig häckfågel i norra Europa men sedan dess har utbredningen minskat kraftig. Redan i början av 1900-talet hade arten försvunnit från sina gamla häckningslokaler i Tyskland, Danmark och södra Sverige. De två viktigaste orsakerna till tillbakagången är troligen utdikning av häckningsplatser och jakt under häckningssäsongen.
Det skandinaviska beståndet uppskattas till 15 000–40 000 individer och det sibiriska och nordeuropeiska beståndet uppskattas till 450 000–1 000 000 individer. En undersökning gjord på 2000-talet visar på att det kan finnas cirka 1 800 spelande hanar i Sverige.
Dubbelbeckasinen är upptagen som nära hotad (NT) både på svenska och internationella rödlistan över hotade arter. Den omfattas också av EU:s Fågeldirektiv. I Sverige har Naturvårdsverket tagit fram ett åtgärdsprogram för att skydda dubbelbeckasinen.

### Jakt
Förr i tiden var jakt på dubbelbeckasin vanlig, främst på grund av att den är lättskjuten eftersom den flyger tämligen sakta och rakt fram. Dubbelbeckasinen är idag skyddad från jakt i alla länder där den häckar förutom Ryssland, Vitryssland och Ukraina. Man räknar med att det skjuts 32 000 dubbelbeckasiner i Ryssland varje år.

### Namn
Den har tidigare även kallats för dubbla beckasinen.